# Ashley Kahn
Ashley Kahn (1960) è uno scrittore, giornalista e produttore discografico statunitense.
Nel corso della sua carriera ha scritto diversi libri su importanti artisti musicali come John Coltrane e Miles Davis e ha curato la ristampa di dischi jazz, spesso occupandosi di scrivere le note interne, per le quali ha vinto tre ASCAP/Deems Taylor Awards e ricevuto tre nomination ai Grammy Awards.
Kahn si è laureato alla Columbia University nel 1983. Attualmente è docente aggiunto di storia della musica presso la New York University.
Nel 2014 è stato coautore dell'autobiografia di Carlos Santana, intitolata Suono universale: la mia vita (The Universal Tone: Bringing My Story To Light), che ha vinto il premio letterario American Book Award. Nel 2015 ha vinto il premio Grammy per le note interne da lui scritte per l'album Offering: Live at Temple University di John Coltrane.

## Opere
- Rolling Stone: The Seventies (con Rolling Stone, Holly George-Warren, Shawn Dahl), Little Brown & Co, 1998, ISBN 0-316-75914-7
- The Rolling Stone Jazz & Blues Album Guide (con John Swenson), Random House, 1999, ISBN 0-679-76873-4
- A Love Supreme. Storia del capolavoro di John Coltrane (traduzione di Fabio Zucchella), edizioni Il Saggiatore, 2004, ISBN 8842811467
- The Color of Jazz: Album Cover Photographs by Pete Turner, Rizzoli International, 2006, ISBN 0-8478-5798-0
- The House that Trane Built. La storia della Impulse Records (traduzione di T. Lo Porto), edizioni Il Saggiatore, 2007, ISBN 8842813095
- The Blue Note Years: The Photographs of Francis Wolff & Jimmy Katz, Jazzprezzo, 2009, ISBN 3-9810250-8-3
- Suono universale: la mia vita (con Hal Miller e Carlos Santana), Mondadori, 2014, ISBN 8804646500
- Kind of Blue. New York, 1959. Storia e fortuna del capolavoro di Miles Davis (traduzione di Francesco Martinelli), edizioni Il Saggiatore, 2017, ISBN 8842823198
- Il rumore dell'anima. Scrivere di jazz, rock, blues (traduzione di Seba Pezzani), edizioni Il Saggiatore, 2017, ISBN 8842822752
- What Is Life. Incontri e interviste - George Harrison (a cura di Ashley Khan) (traduzione di Seba Pezzani), edizioni Il Saggiatore, 2021, ISBN 8842828793